# مسح فلكي

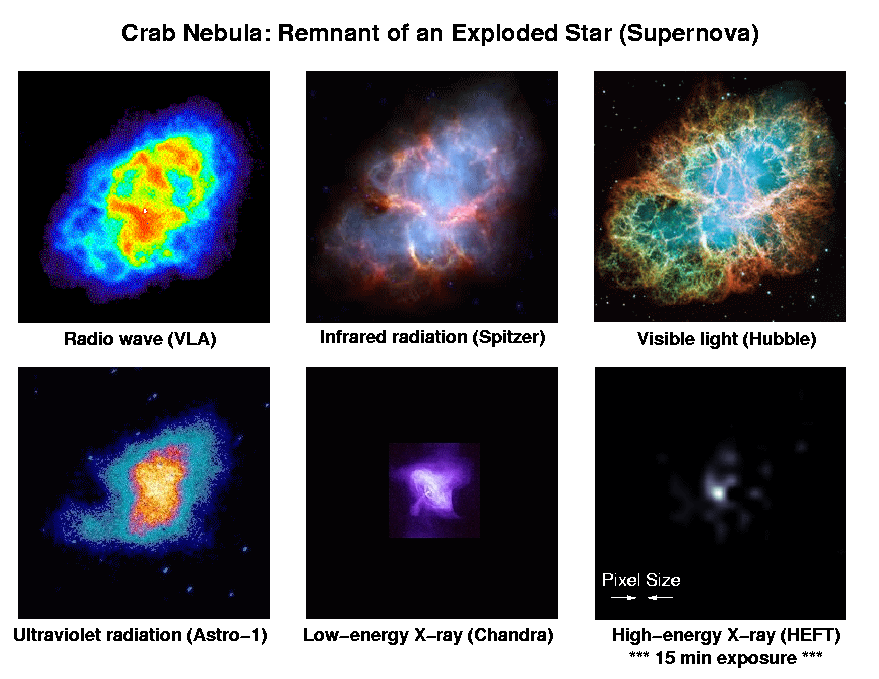
سديم السرطان كمخلفات نجم منفجر.الصور للضوء المرئي، وصورة للاشعة تحت الحمراء وصورة للأشعة فوق البنفسجية وصور لأشعة أكس ذات أطوال موجة مختلفة تدل على شدة ارتفاع درجة حرارة المصدر، إلتقطتها تلسكوبات مختلفة، كل منها يرى حيز ضيق من طيف الأشعة.

المسح الفلكي (بالإنجليزية: Astronomical survey) بصفة عامة هو استكشاف منطقة محددة في الكون بواسطة تلسكوب. وكانت اكتشاف الأجرام السماوية في الماضي عن طريق استقبال موجات محدودة للإشعاعت الكهرومغناطيسية مثل الضوء المرئي والأشعة الراديوية أو قياس فيض قادم إلينا من الجسيمات الأولية مثل الأشعة لكونية. وكانت تلك الاستكشافات تجرى بغرض القيام بفهرسة الأجرام والظواهر السماوية. وأحيانا كانت تنحصر الاستكشاف والفهرسة على نوع معين من الأجرام السماوية مثل حصر نوع معين من النجوم أو حصر نجوم تفوق قدر إضاءتها حدا معينا.
وخلال العشرة سنوات الماضية أصبح لدينا العديدمن الإمكانيات التكنلوجية تساعدنا على التعمق في تلك الدراسات. فباستخدام تلسكوبات يرى كل منها نوعا معينا من الموجات الكهرومغناطيسية القادمة إلينا من الأجرام البعيدة، فمنها ما يرى الضوء المرئي، وأخرى ترى الأشعة فوق البنفسجية، وغيرها يرى الأشعة السينية وغيرها. بذلك تقدمت طرق المسح وأصبح المسح الفلكي يتم بواسطة تسليط تلك الأنواع المختلفة من التلسوكبات على جرم سماوي معين، وعن طريق المعلومات التي تسجلها مجموعة من تلك التلسكوبات، ينصب عليها الاخصائيون ويستخلصون الكثير عن الخصائص المختلفة للأجرام والظواهر السماوية، معرفة لم يكونوا واصلين إليها لو أنهم اعتمدوا على نوع واحد من التلسكوبات. وقد ساعد ذلك المسح الفلكي في استكشافنا أعماق الكون خارج مجرتنا، مجرة درب التبانة وتفسير كثير من الظواهر التي كنا لا نراها إلى في إطار الضوء المرئي. واتضح أن الكون مليئ بالظواهر الغريبة عنا وبدأنا الآن فقط النجاح في تفسير بعضها.

## طرق المسح الفلكي

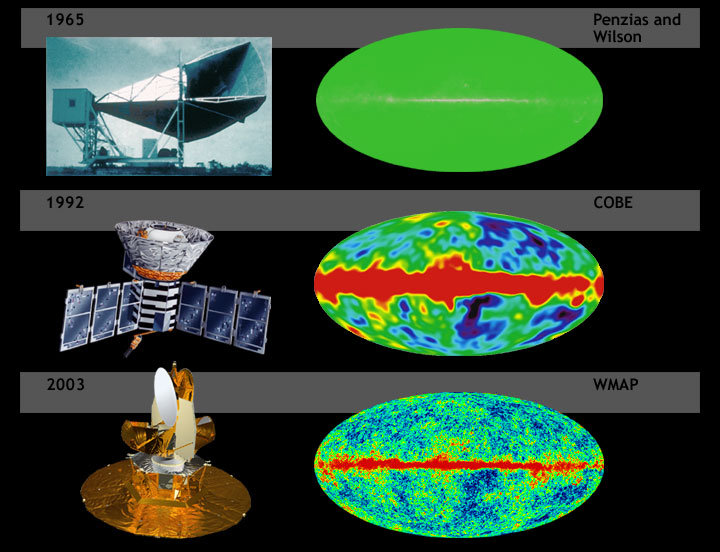
مسح للكون : قياس الخلفية للموجات الميكرونية الكونية (جهاز روبرت ويلسون وارنو بنزياس وبواسطة القمر الصناعي كوبي COBE والقمر الصناعي WMAP [أسفل].

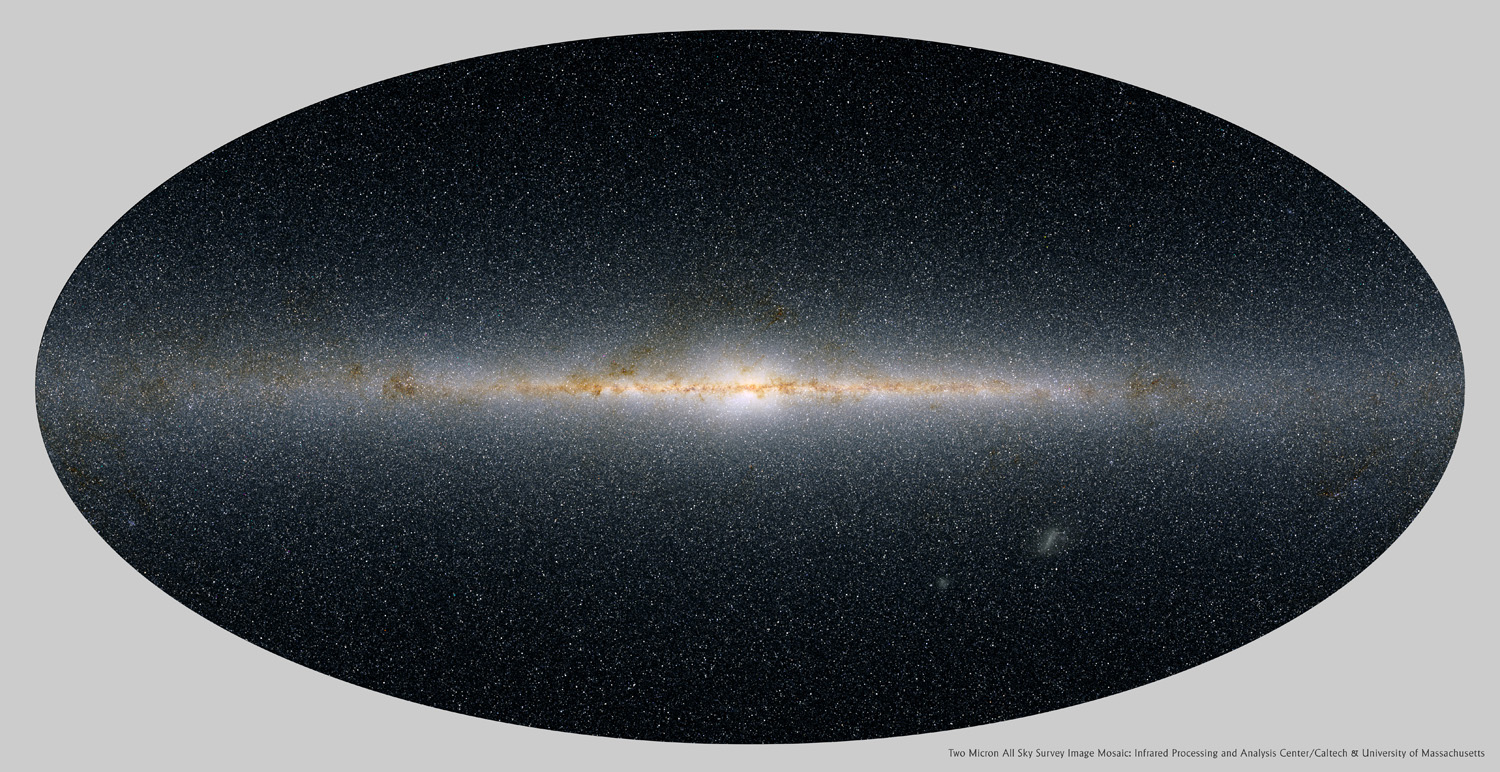
قياس الأشعة تحت الحمراء الصادرة من مجرة درب التبانة.

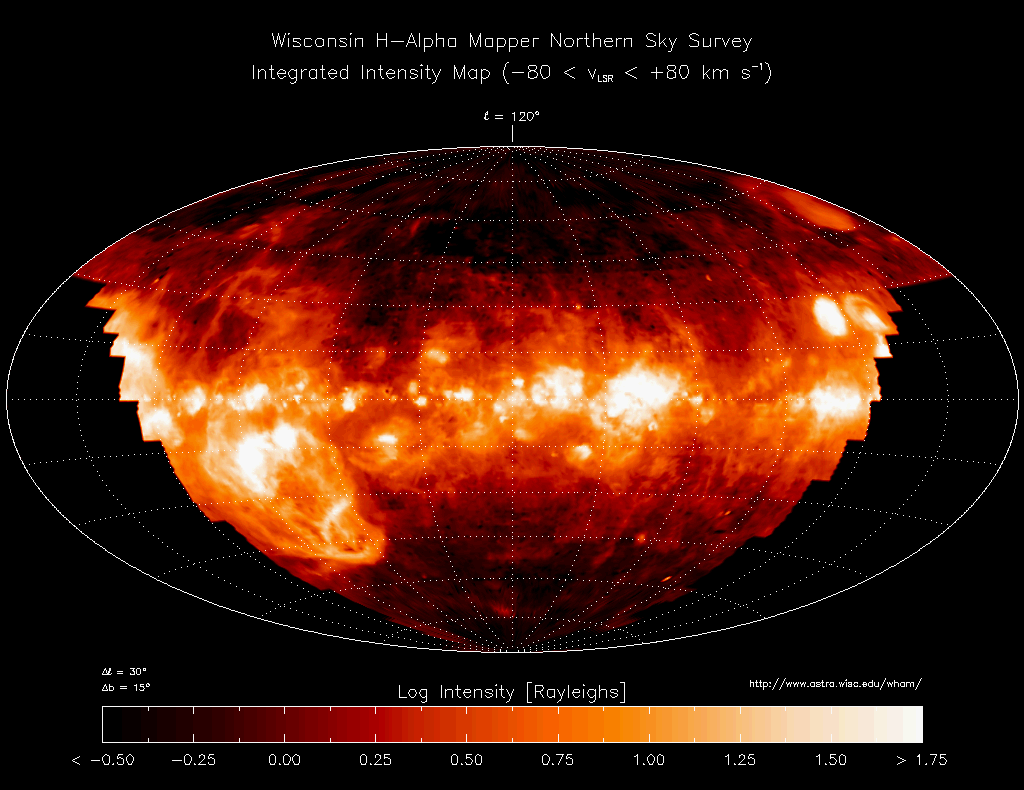
قياس الهيدروجين المتأين H-alpha في جزء من مجرتنا.

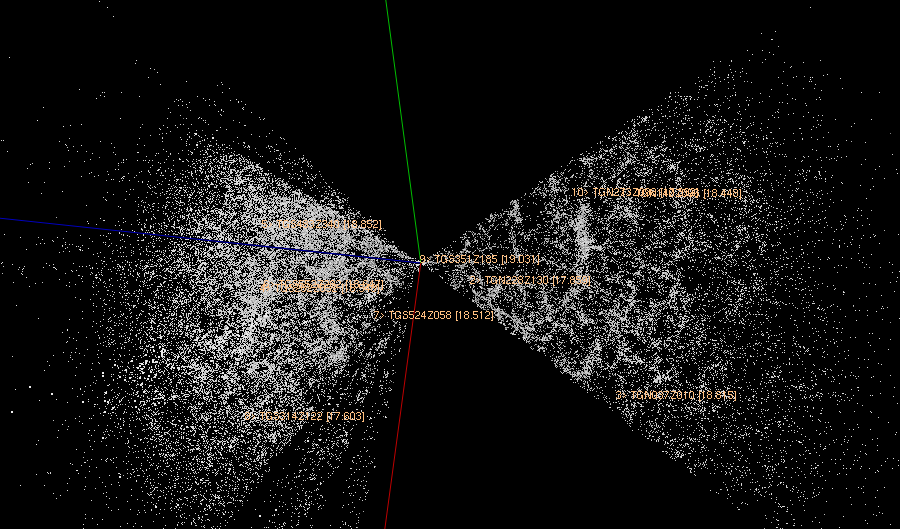
قياس الانزياح الأحمر خارج المجرة.

- الموجات الراديوية
- أشعة تحت الحمراء
- الضوء المرئي
- أشعة فوق البنفسجية
- أشعة إكس
- أشعة غاما

## اقرأ أيضا
- علم الفلك للأشعة السينية
- منطقة هيدروجين II
- منطقة هيدروجين I
- خلفية الأشعة تحت الحمراء الكونية
- مسح المراصد العظمى العميق
- مسح فلكي فيستا